# Astragalus buschiorum
Astragalus buschiorum är en ärtväxtart som beskrevs av Anatol I. Galushko. Astragalus buschiorum ingår i släktet vedlar, och familjen ärtväxter. Inga underarter finns listade i Catalogue of Life.